# 吉那欧 (科罗拉多州)
吉那欧（英語：Genoa），是美国科罗拉多州林肯县下属的一座城市。建市于1905年7月27日，面积大约为0.358平方英里（0.926平方公里）。根据2010年美国人口普查，该市有人口139人。2011年估计该市有人口139人，相比2010年人口增长率为0.00%。同时，论人口该市是科罗拉多州第246大城市。